# Giovanni Vittorio Battafarano
Giovanni Vittorio Battafarano (Taranto, 6 aprile 1943) è un politico italiano.

## Biografia
Docente alle scuole medie superiori, fu sindaco di Taranto dal 1983 al 1985 per il Partito Comunista Italiano. Nel 1994 enne eletto alla Camera dei deputati nella lista dei Progressisti per la XII Legislatura e ha aderito al gruppo PDS.
Nel 1996 viene eletto nella lista dell'Ulivo al Senato della Repubblica per la XIII aderendo al Democratici di Sinistra. In quegli anni è stato relatore della legge n. 68/1999 e della legge n. 328/2000. Ricandidato nel 2001, viene rieletto al Senato per la XIV Legislatura, conclude il proprio mandato parlamentare nel 2006. In seguito è stato capo della segreteria tecnica del ministro del lavoro Cesare Damiano dal 2006 al 2008. 
Successivamente è Coordinatore ANPI per il Mezzogiorno e presidente della medesima associazione per la Provincia di Taranto.